# Komárom-Esztergom vármegyei kulturális programok listája
Ez a lista Komárom-Esztergom vármegye rendszeresen megrendezett kulturális programjait tartalmazza.
Lásd még: 
- Komárom-Esztergom vármegyei múzeumok listája
- Komárom-Esztergom vármegye turisztikai látnivalóinak listája

## Esztergom
- Esztergomi Nemzetközi Gitárfesztivál
- Esztergomi ünnepi játékok
- Fesztergom – zenei fesztivál
- Jazztergom
- Ister-Granum Népművészeti Fesztivál
- Nemzetközi Oratórium Énekverseny
- Szent István Napok
- Lampionos hajófelvonulás és Vízi karnevál
- Hídünnep (Párkánnyal közösen)
- Hídfutás
- Esztergomi Modellrepülő Találkozó és Verseny
- Pünkösdi vásár (és Veterán Autó Találkozó)
- Dumakanyar (Stand up)

## Komárom
- Komáromi Napok

## Tata
- Víz, zene, virág fesztivál

## Más települések

### Kocs
Kocsitoló verseny